# سمفونی شماره ۸ (بروکنر)
سمفونی شماره ۸ آنتون بروکنر در دو مینور، WAB ۱۰۸، آخرین سمفونی ساخته شده توسط این موسیقدان است. این سمفونی در دو نسخه اصلی ۱۸۸۷ و ۱۸۹۰ وجود دارد. این قطعه اولین بار تحت رهبری هانس ریشتر در سال ۱۸۹۲ در
باشگاه موسیقی، وین به نمایش درآمد. این سمفونی به امپراتور اتریش، فرانتس یوزف یکم تقدیم شده است.
این سمفونی گاهی اوقات با نام مستعار سمفونی آخرالزمانی شناخته می شود، اما این نامی نبود که بروکنر بر روی این اثر گذاشته باشد.